# Clunio littoralis
Clunio littoralis är en tvåvingeart som beskrevs av Stone och Wirth 1947. Clunio littoralis ingår i släktet Clunio och familjen fjädermyggor. Inga underarter finns listade i Catalogue of Life.